# Glenea alboscutellaris
Glenea alboscutellaris là một loài bọ cánh cứng trong họ Cerambycidae.